# Ija

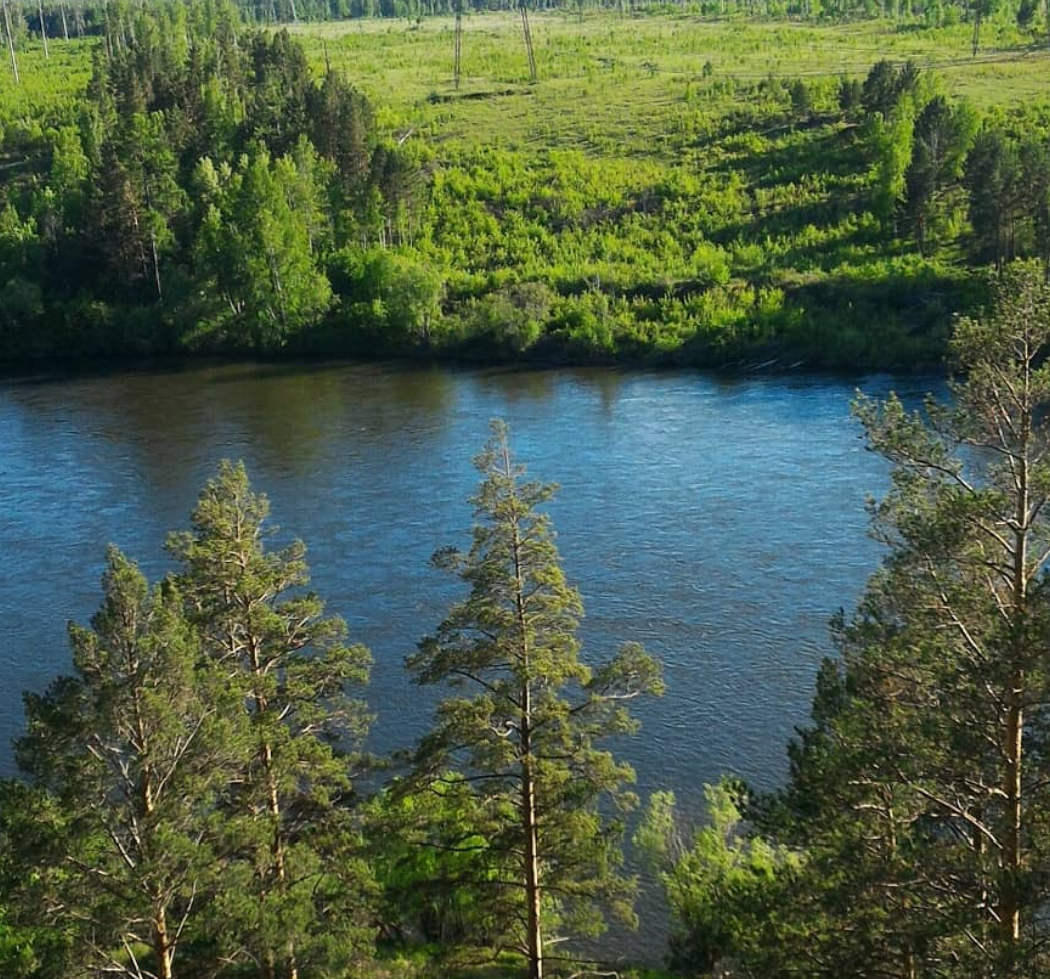
Il fiume Ija nelle vicinanze di Tulun, Irkutsk Region, Russia

La Ija (in russo Ия?) è un fiume della Russia siberiana orientale, affluente di sinistra dell'Angara. Scorre nei rajon Nižneudinskij, Kujtunskij, Tulunskij, Bratskij e nel distretto urbano di Tulun dell'oblast' di Irkutsk.
Nasce dalla confluenza dei fiumi Cholba e Chiai sul versante settentrionale dei monti Saiani Orientali, scorrendo con direzione mediamente nord-nordest in una valle a nord dei monti Okinskij prima di espandersi nella pianura; confluisce nell'Angara tramite il Bacino di Bratsk, nel ramo chiamato golfo della Oka dal nome del principale fiume che vi sfocia. Il fiume ha una lunghezza di 484 km e il suo bacino è di 18 100 km². La sua portata a 119 km dalla foce è di 150,17 m³/s. I principali affluenti sono il Kirej (lungo 172 km) da sinistra, l'Ikej (148 km) e l'Ilir da destra.
Il clima molto rigido causa lunghi periodi di congelamento delle acque (novembre-fine aprile); lungo il suo corso non tocca molti centri urbani di rilievo, il principale essendo la cittadina di Tulun.